# مجال الوحدة
مجال الوحدة هو مجال مغلق [0,1]، أي مجموعة تضم كل الأعداد الحقيقية التي تكون أكبر من أو تساوي 0 وأقل من أو تساوي 1. ويشار إليها بالرمز I (حرف كبير I).
بالإضافة إلى دورها في التحليل الحقيقي،يستخدم مجال الوحدة في دراسة نظرية التموضع المثلي في مجال الطوبولوجيا.
في الكتابات المتعلقة بهذا المجال، ينطبق مصطلح «مجال الوحدة» في بعض الأحيان على أشكال أخرى بحيث يأخذ المجال من 0 إلى 1 الشكل: (0,1]، [0,1) و (0,1). ومع ذلك فإن الرمز I هو الأكثر شيوعًا عند الإشارة للمجال المغلق [0,1].

## الخصائص
إن مجال الوحدة عبارة عن فضاء كامل، متشابه الشكل على خط الأعداد الحقيقية الممتد. وباعتبارها مسافة طوبولوجية، فإنها تكون صغيرة يمكن تقليصها ومترابطة المسار ومتصلة موضعيًا بالمسار. ويتم الحصول على مكعب هيلبرت من خلال الحصول على ناتج طوبولوجي لعدد يمكن إحصاؤه من نسخ فترة الوحدة.
في التحليل الرياضي، يكون مجال الوحدة عبارة عن متعدد الشعب تحليلي أحادي البعد يتكون حداه من نقطتين هما 0 و 1، حيث يبدأ التوجيه من 0 إلى 1.
إن مجال الوحدة عبارة عن مجموعة مرتبة ترتيبًا كليًا وشبكة متكاملة (كل مجموعة فرعية في مجال الوحدة يكون لها أصغر نهاية عظمى وأكبر نهاية صغرى).

### العلاقة الأصلية
الحجم أو العلاقة الأصلية لمجموعة هو عدد العناصر التي تتضمنها المجموعة.
مجال الوحدة هو مجموعة فرعية من الأعداد الحقيقية {\displaystyle \mathbb {R} }. ومع ذلك، فإن حجمه مثل حجم المجموعة بالكامل: وهي العلاقة الأصلية للسلسلة المتصلة. وحيث إنه يمكن استخدام الأعداد الحقيقية لتمثيل هذه النقاط على طول خط طويل لا نهائي، فإن هذا يقتضي أن مقطع الخط الذي طوله 1، هو جزء من هذا الخط وبه نفس عدد النقاط مثل الخط كله. علاوةً على ذلك، يوجد به نفس عدد النقاط الموجودة في مربع مساحته 1 ومثل مكعب حجمه 1 أو حتى مثل فضاء إقليدي بعدي لا حد له {\displaystyle \mathbb {R} ^{n}} (انظر منحنى شغل الفضاء).
يكون عدد عناصر (سواء الأعداد الحقيقية أو النقاط) في كافة المجموعات المذكورة أعلاه غير معدود، لأنه أكبر كثيرًا من عدد الأعداد الطبيعية.

## المبادئ العامة
تحدث الفترة [−1,1]، التي يكون طولها اثنين والمميزة بوحدات موجبة وسالبة، بشكل متكرر كما في مدى الجيب وجيب التمام لـالدوال المثلثية وظل زاوية دالة القطع الزائد. ويمكن استخدام هذه الفترة في مجال دوال المعكوس. على سبيل المثال عندما θ تقتصر على [−π/2، π/2] فإن جا (θ) تقع في فترة جيب الزاوية القوسي.
في بعض الأحيان، يتم استخدام المصطلح «فترة الوحدة» في الإشارة إلى الأشياء التي تلعب دورًا في مختلف فروع الرياضيات يكون شبيهًا بالدور الذي تلعبه [0,1] في نظرية التموضع المثلي. على سبيل المثال في نظرية الارتعاش، يكون (تماثل) الفترة عبارة عن رسم بياني رأساه {0,1} ويتكون من حافة e واحدة بدايتها 0 ونهايتها 1. من هنا، يمكنك تعريف فكرة نظرية التموضع المثلي بين الأشكال المتشابهة المناظرة لفكرة التموضع المثلي بين الخرائط المستمر.

## المنطق التقريبي
بشكل منطقي، يمكن تفسير فترة الوحدة [0,1] كصورة عامة من المجال البوليني {0,1}، وفي هذه الحالة بدلا من الحصول علي قيم 0 أو 1، فإنه يمكن افتراض أي قيمة بين العددين 0 و 1. من الناحية الجبرية، يمكن استبدال النفي (لا) بـ {\displaystyle 1-x,} وحرف العطف (و) يتم استبداله بـ ({\displaystyle xy})، وحرف العطف (أو) يتم تعريفه من خلال قانون دي مورجان.
ينتج عن تفسير هذه القيم على أنها قيم حقيقية منطق متعدد القيم، والذي يشكل الأساس لكل من المنطق التقريبي والمنطق الاحتمالي. وفي هذه التفسيرات، يتم تفسير القيمة على أنها «درجة» صحة – أي إلى أي مدى يكون هذا الاقتراح صحيحًا أو احتمال أن يكون الاقتراح صحيحًا.